# Dnipros tunnelbana

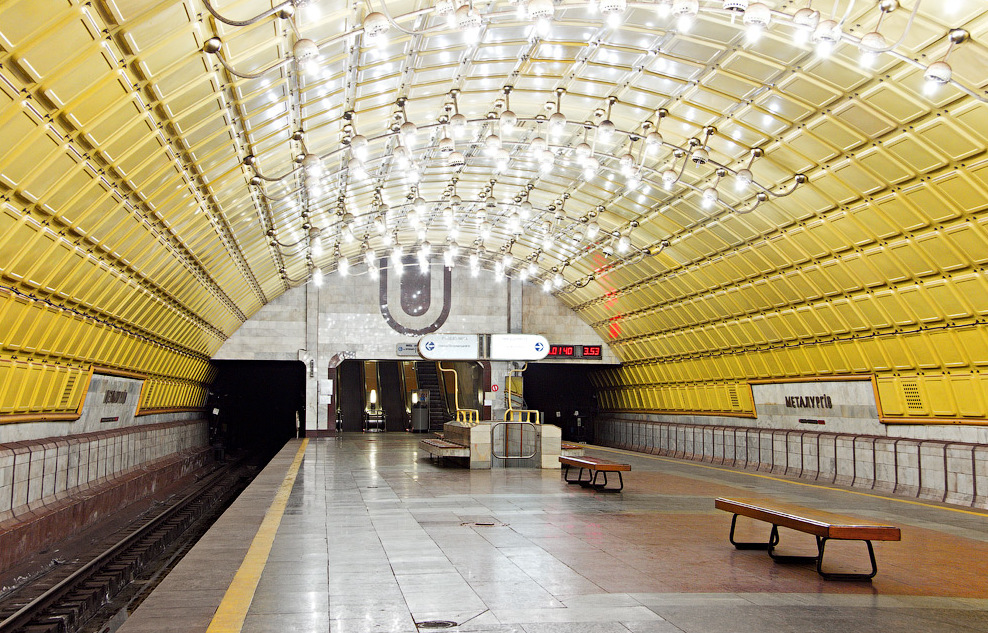
Station Metalurgiv

Dnipros tunnelbana (ukrainska: Дніпро метро) är ett tunnelbanesystem i Dnipro i Ukraina. Den enda linjen, som är 7,8 kilometer lång och har sex stationer, öppnades 1995. Tre nya stationer är under byggnation.
Tunnelbanan var det fjärde tunnelbane- eller premetosystemet i Ukraine, efter de i Kiev, Charkiv och Kryvyj Rih. Det var det fjortonde som byggdes i det tidigare Sovjetunionen och det första som invigdes efter upplösandet av Sovjetunionen 1991.